# Rybitwia Mielizna
Rybitwia Mielizna, Mewia Rewa, Rewa Mew, Ryf Mew – wąska mielizna długości około dziesięciu kilometrów, przecinająca z południa na północ Zatokę Pucką i łącząca Cypel Rewski na południu z Mierzeją Helską na północy. Mielizna ta jest skutkiem nanoszenia piasku przez prąd morski płynący przez zatokę. Dzieli Zatokę Pucką na dwie części: wewnętrzną (tzw. Zalew Pucki) i zewnętrzną na wschodzie.

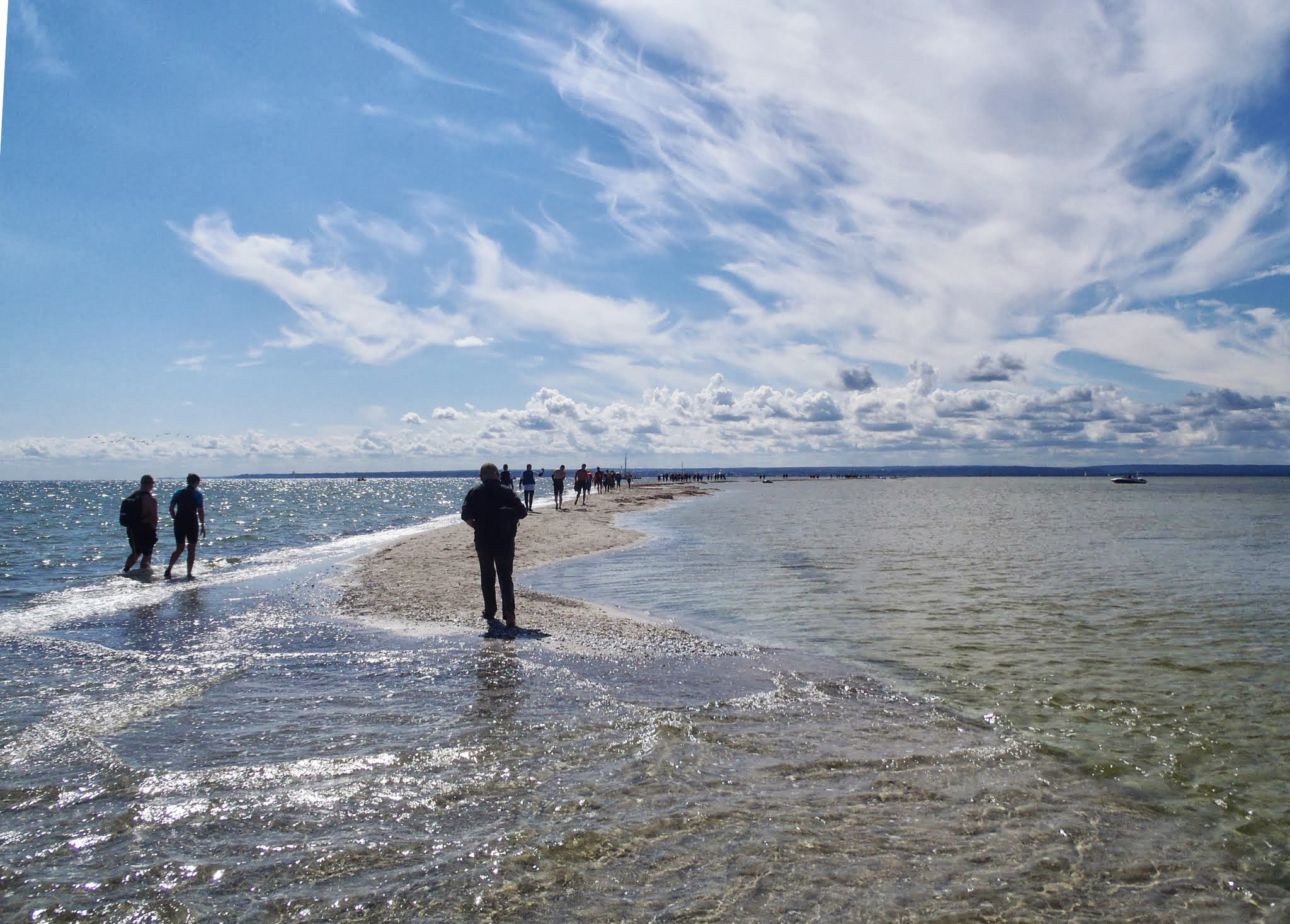
Uczestnicy XIII Marszu Śledzia

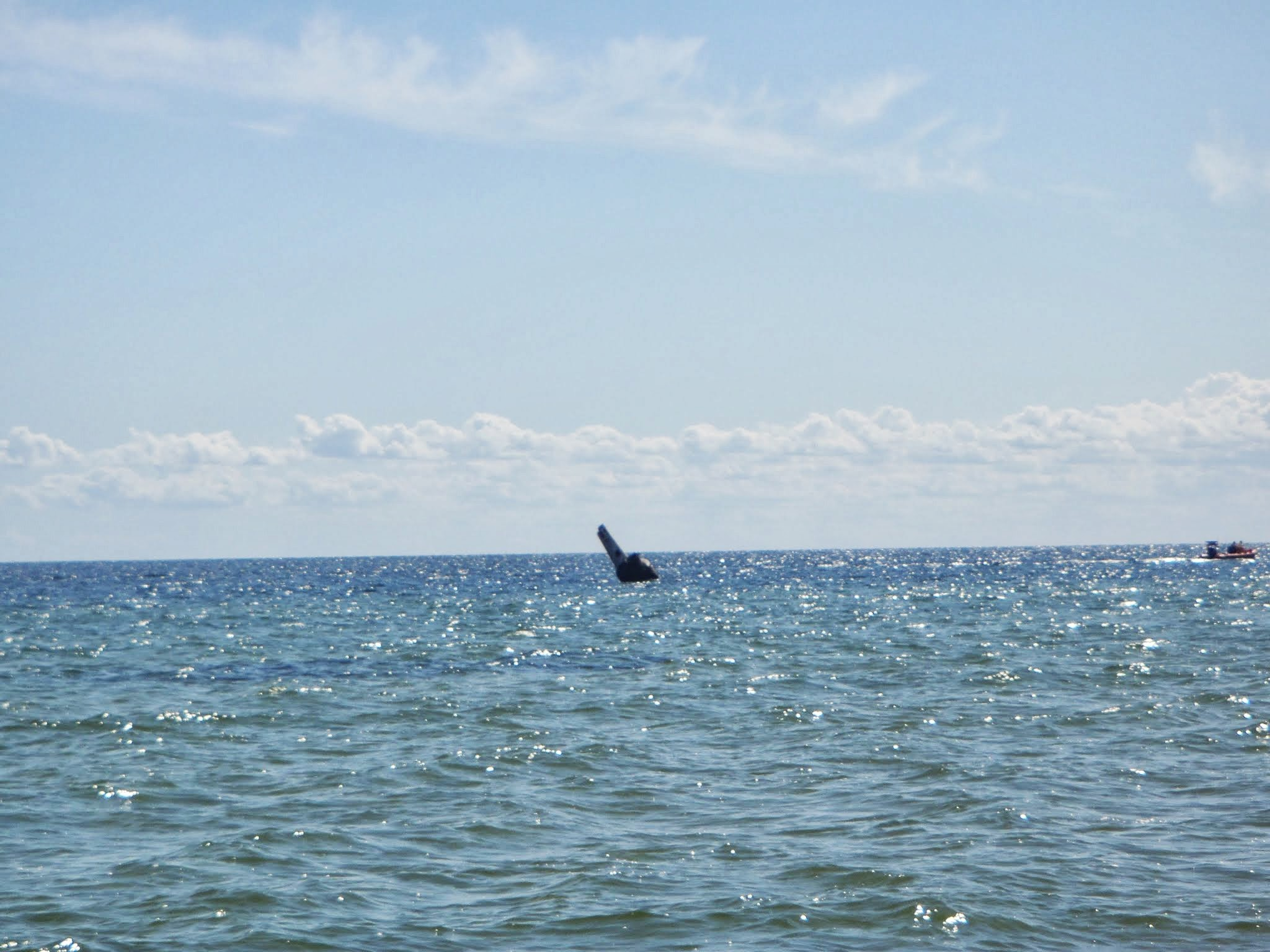
Wrak ORP „Kujawiaka”

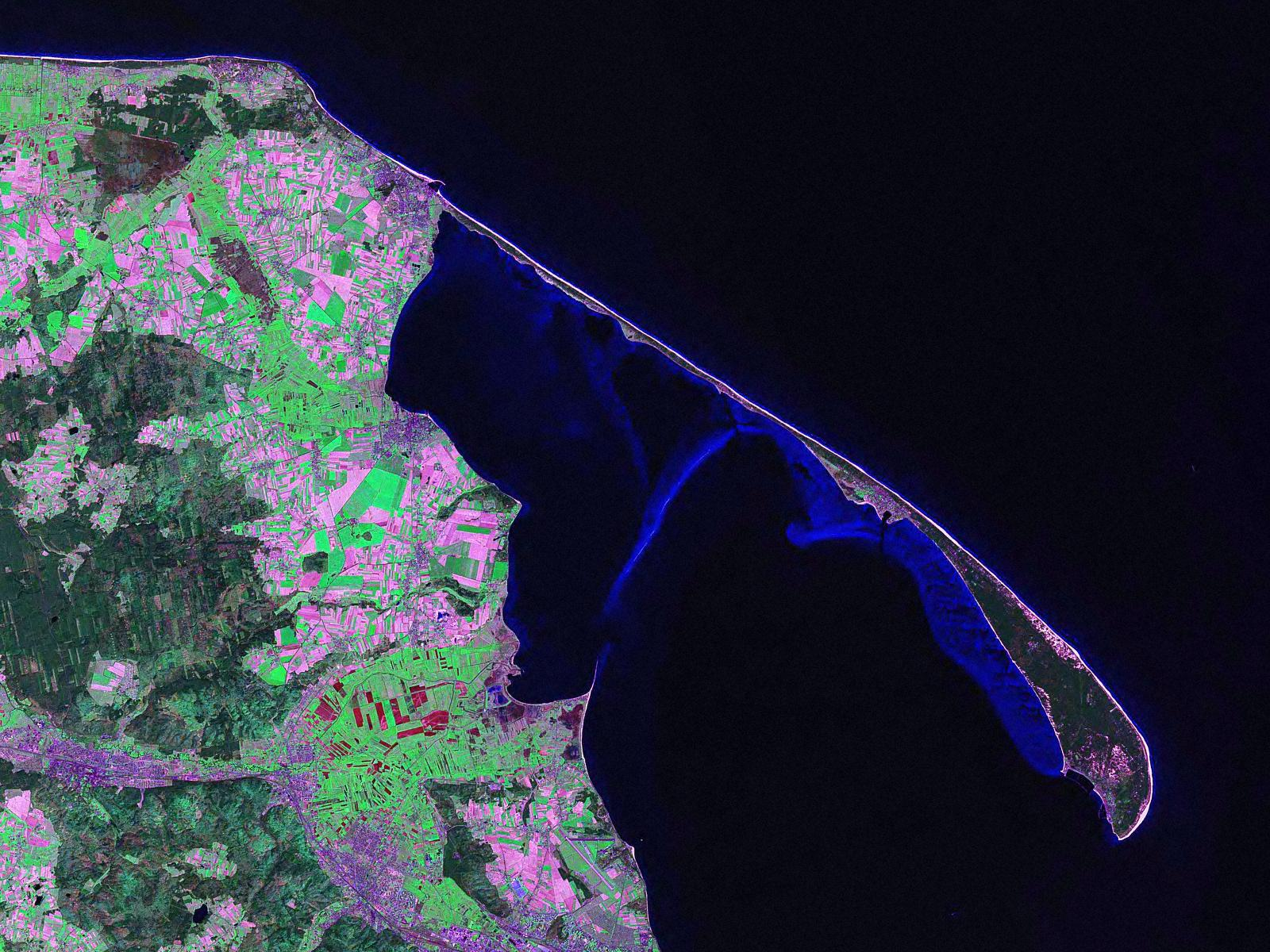
Zdjęcie satelitarne

Płycizna na większości swojej długości ma obecnie nie więcej niż jeden metr głębokości, co umożliwia w sprzyjających warunkach pogodowych przejście pieszo z Rewy na mierzeję w okolicach Kuźnicy, nie zanurzając się przez większość drogi głębiej niż do pasa. Trzeba jednak wpław pokonać sztuczny przekop, zwany Głębinką lub Depką, wykonany w celu umożliwienia żeglugi między zatoką wewnętrzną, nad którą leży port morski w Pucku, a zatoką zewnętrzną i otwartym morzem. Raz w roku odbywa się tak zwany Marsz Śledzia, w którym śmiałkowie tą trasą pieszo przechodzą z Kuźnicy do Rewy. Tym samym szlakiem przemieszczają się także zwierzęta, na przykład dziki. Okresowo miejscami mielizna wynurza się, tworząc miniaturowe wysepki.
Na Rybitwiej Mieliźnie, na głębokości 5 metrów, spoczywa wrak małego polskiego okrętu podwodnego ORP „Kujawiak”, zatopionego celowo w latach 60. XX w. przez Marynarkę Wojenną. Kiosk wraku do 2023 wystawał ponad powierzchnię wody.
Wzdłuż Rybitwiej Mielizny przebiega wschodnia granica Nadmorskiego Parku Krajobrazowego, znajduje się ona na obszarach Natura 2000 (siedliskowym i ptasim), w związku z czym swobodna ludzka eksploracja tego miejsca (w tym – organizowanie Marszu Śledzia) wzbudza liczne protesty środowisk badaczy, analizujących antropogeniczne procesy degradacji naturalnego środowiska Zatoki Puckiej.
Nazwę „Rybitwia Mielizna” wprowadzono urzędowo w 1950 roku, zastępując poprzednią niemiecką nazwę Möwen Riff.